# Red Ryder
Red Ryder est une série de bande dessinée de western créée par l'Américain Fred Harman et publiée de 1938 à 1964 au format comic strip. Différents auteurs ont assisté Harman, qui abandonne en 1960 la série à Bob McLeod.
Dessinée dans un style réaliste, cette série d'aventure est centrée sur le cow-boy roux Red Ryder qui, avec l'aide de l'orphelin indien Petit Castor (anglais : Little Beaver) et du shérif Newt, arpente le Far West pour combattre divers bandits. Harman avait déjà réalisé de 1934 à 1938 un comic strip de western mettant en scène un jeune cow-boy roux nommé Bronc Peeler.
Aux États-Unis, Red Ryder a principalement été publié sous forme de comic strip dans les grands quotidiens du pays : la planche dominicale à partir du 6 novembre 1938 et la bande quotidienne à partir du 27 mars 1939. Ces strips ont été réédités au format comic book dès 1940, la principale édition étant celle réalisée par Dell Comics, qui propose à partir du 48e numéro du comic book des histoires inédites dessinées par les assistants de Harman sur des textes généralement écrits par Dick Calkins, et ce jusqu'au 151e numéro en 1957.
Le comic strip a été publié en français dans l'hebdomadaire belge Spirou, de façon épisodique, entre 1939 et 1951. Des aventures du « Cavalier Rouge » (Red Ryder) et de Petit Castor ont également été publiées en France dans le périodique Junior, entre le no 147 (19 janvier 1939) et le no 219 (juin 1940) et dans L'Aventureux sous le titre « Le Roi du Far-West » entre 1939 et 1942. Après-guerre, la série est traduite dans Tarzan (titre : « Aventures du Petit Castor ») et dans Coq hardi (titre : « Red Ryder »).